# سحابی اسب تاریک
سحابی اسب تاریک یا پادشاهی اسب تاریک یک سحابی تاریک بزرگ است که از زمین دیده می‌شود و در قسمت بالای برآمدگی مرکزی کهکشان راه شیری است.
سحابی اسب تاریک نهفته در جنوب صورت فلکی مار افسای (حامل مار) است و در نزدیکی مرزهای خود با صورت فلکی «عقرب» و صورت فلکی «قوس» همسایه است.